# Achis (Gat)

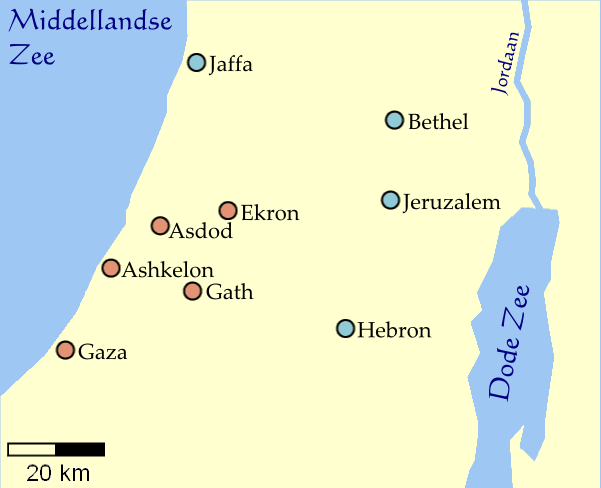
Filistijnse vijfstedenbond
Israëlitische steden

Achis (Hebreeuws, אָכִישׁ) was volgens de Hebreeuwse Bijbel een Filistijnse koning van Gat en zoon van Maoch ook wel Maächa genoemd.
Toen David op de vlucht was voor koning Saul, vluchtte hij naar Gat. Hij werd herkend als Israëlitisch krijgsheld, die juist een grote hoeveelheid Filistijnen had gedood. Daarom deed David alsof hij krankzinnig was, door het speeksel in zijn baard te laten lopen en overal kruisjes te tekenen, waarna Achis hem liet gaan.
Later, toen David nog steeds op de vlucht was voor Saul, kwam hij met 600 soldaten en hun gezinnen voor de tweede keer in het gebied van Gat. Deze keer ontving Achis hem vriendelijk en liet David en zijn groep in Ziklag wonen, waar ze zestien maanden bleven. Achis was in de veronderstelling dat David en zijn leger Judese steden overvielen, maar in plaats daarvan plunderde Davids leger de nomadenstammen in de Negev, die ook de bevolking van Juda bedreigden. Zo bewees David enerzijds zijn stambroeders een grote dienst en liet hij Achis anderzijds in de veronderstelling dat hij in zijn vaderland alle steun had verloren en de Filistijnen daarom loyaal zou dienen. Uiteindelijk had Achis zo veel vertrouwen in David gekregen dat hij hem aanstelde als zijn persoonlijke lijfwacht. Alleen het wantrouwen van de overige vorsten van de vijfstedenbond, maakten dat Achis David dwong zijn leger af te bouwen en terug te gaan naar huis. Maar ook bij deze gelegenheid bevestigde Achis nogmaals zijn vertrouwen in David.
Later, toen David koning van Juda was geworden, werd Gat ingenomen. Achis werd niet gedood, want hij wordt vermeld in het verslag van Salomo's regering.